# مدرسة الكويت الفرنسية
مدرسة الكويت الفرنسية (بالفرنسية: Lycée français du Koweït)‏ هي مدرسة فرنسية دولية تقع في السالمية، الكويت. تدرس جميع الفئات العمرية من الإبتدائية إلى الثانوية. المدرسة معتمدة من قبل وزارة التربية الفرنسية ووكالة التعليم الفرنسي في الخارج. المنهج الدراسي في المدرسة المنهج الفرنسي بالإضافة إلى اللغة العربية ودروس القرآن اختيارية.